# ジェリー・オーバック
ジェリー・オーバック（Jerry Orbach 本名：Jerome Bernard Orbach 1935年10月20日 - 2004年12月28日）は、アメリカ合衆国の俳優、声優。

## 来歴
ニューヨーク・ブロンクス区出身。ドイツのハンブルクから移住してきたユダヤ人の父と、ポーランド系でカトリックの母との間に生まれる（彼もカトリックである）。
幼少期はニューヨーク州やペンシルベニア州、マサチューセッツ州、イリノイ州を転々とした。イリノイ大学アーバナ・シャンペーン校とノースウェスタン大学で学んだのちニューヨークに戻り、リー・ストラスバーグ主宰のアクターズ・スタジオで修業した。
オフ・ブロードウェイとブロードウェイ・シアターで舞台に立ち、1969年、『プロミセス・プロミセス』でトニー賞 ミュージカル主演男優賞を受賞。その後映画、テレビドラマに進出、主にバイプレーヤーとして活躍した。特にテレビドラマ『ロー&オーダー』のレニー・ブリスコー役が有名で、『ホミサイド/殺人捜査課』のクロスオーバー作品にも同じ役で出演した。
また、ディズニーのアニメーション映画『美女と野獣』シリーズでルミエールの声を担当、ディズニーの4Dアトラクション「ミッキーのフィルハーマジック」でも同じ役を担当した。
2004年12月28日、前立腺癌のため死去。69歳。翌2005年、『ロー&オーダー』のレニー・ブリスコー役で第11回全米映画俳優組合賞ドラマシリーズ男優賞を死後受賞した。

## 主な出演作品

### 映画
| 公開年 | 邦題 原題                                                                         | 役名                     | 備考                 |
| ------ | --------------------------------------------------------------------------------- | ------------------------ | -------------------- |
| 1958   | 警官嫌い Cop Hater                                                                | ギャングのリーダー       |                      |
| 1961   | 機関銃を捨てろ Mad Dog Coll                                                       | ジョー・クレッグ         |                      |
| 1975   | フォア・プレイ Fore Play                                                          | ジェリー                 |                      |
| 1977   | センチネル The Sentinel                                                           | マイケル・デイトン       |                      |
| 1981   | パーキング・ボーイズ Underground Aces                                             | ハーバート・ペンリトル   |                      |
| 1981   | プリンス・オブ・シティ Prince of the City                                         | ガス・レヴィ             |                      |
| 1985   | マイナー・ブラザース/史上最大の賭け Brewster's Millions                           | チャーリー・ペグラー     |                      |
| 1986   | F/X 引き裂かれたトリック F/X                                                      | ニコラス・デフランコ     |                      |
| 1986   | メディア/虚構の世界 The Imagemaker                                                | バイロン・ケイン         |                      |
| 1987   | おしゃれ泥棒2 Love Among Thieves                                                  | スパイサー               | テレビ映画           |
| 1987   | ダーティ・ダンシング Dirty Dancing                                                | ジェイク・ハウスマン     |                      |
| 1987   | 誰かに見られてる Someone to Watch Over Me                                         | ガーバー                 |                      |
| 1989   | ブルックリン最終出口 Last Exit to Brooklyn                                        | ボイス                   |                      |
| 1989   | ウディ・アレンの重罪と軽罪 Crimes and Misdemeanors                                | ジャック・ローゼンタール |                      |
| 1990   | グノーム/ボクの素敵なパートナー A Gnome Named Gnorm                               | スタン                   |                      |
| 1991   | アウト・フォー・ジャスティス Out for Justice                                      | ロニー・ドンジガー刑事   |                      |
| 1991   | トイ・ソルジャー Toy Soldiers                                                     | アルバート・トロッタ     | クレジットなし       |
| 1991   | ジョン・キャンディの夢におまかせ Delirious                                        | ラリー                   |                      |
| 1991   | 美女と野獣 Beauty and the Beast                                                   | ルミエール               | アニメ映画、声の出演 |
| 1992   | ブロードウェイ・バウンド Broadway Bound                                           | ジャック・ジェローム     | テレビ映画           |
| 1992   | ストレート・トーク/こちらハートのラジオ局 Straight Talk                           | マイロ・ジャコビー       |                      |
| 1992   | ユニバーサル・ソルジャー Universal Soldier                                        | クリストファー・グレガー |                      |
| 1992   | ミスター・サタデー・ナイト Mr. Saturday Night                                     | フィル・ガスマン         |                      |
| 1996   | アラジン完結編 盗賊王の伝説 Aladdin and the King of Thieves                       | サルーク                 | アニメ映画、声の出演 |
| 1997   | 美女と野獣 ベルの素敵なプレゼント Beauty and the Beast: The Enchanted Christmas   | ルミエール               | アニメ映画、声の出演 |
| 1998   | 美女と野獣 ベルのファンタジーワールド Beauty and the Beast: Belle's Magical World | ルミエール               | アニメ映画、声の出演 |
| 1998   | ロー・アンド・オーダー/切り裂かれた死体 Exiled: A Law & Order Movie               | レニー・ブリスコー       | テレビ映画           |
| 2000   | チャイニーズ・コーヒー Chinese Coffee                                             | ジャック・マンハイム     |                      |

### テレビシリーズ
| 放映年    | 邦題 原題                                                  | 役名               | 備考                      |
| --------- | ---------------------------------------------------------- | ------------------ | ------------------------- |
| 1985-1991 | ジェシカおばさんの事件簿 Murder, She Wrote                 | ハリー・マクグロー | 6エピソード               |
| 1991-2004 | ロー&オーダー Law & Order                                  | レニー・ブリスコー | レギュラーで274エピソード |
| 1996      | そりゃないぜ!? フレイジャー Frasier                        | ミッチ             | 1エピソード               |
| 1996-1999 | ホミサイド/殺人捜査課 Homicide: Life on the Street         | レニー・ブリスコー | 3エピソード               |
| 1999-2000 | LAW & ORDER:性犯罪特捜班 Law & Order: Special Victims Unit | レニー・ブリスコー | 3エピソード               |
| 2001      | LAW & ORDER:犯罪心理捜査班 Law & Order: Criminal Intent    | レニー・ブリスコー | 1エピソード               |

### 舞台
- 三文オペラ The Threepenny Opera (1955)
- ガイズ&ドールズ Guys and Dolls (1965)
- 回転木馬 Carousel (1965) 再上演版
- アニーよ銃を取れ Annie Get Your Gun (1966)
- プロミセス・プロミセス Promises, Promises (1968)
- シカゴ Chicago (1975)